# Галеш (Сибињ)
Галеш (рум. Galeș) насеље је у Румунији у округу Сибињ у општини Салиште. Oпштина се налази на надморској висини од 561 m.

## Становништво
Према подацима из 2002. године у насељу је живело 331 становника, од којих су сви румунске националности.